# DEN 1048-3956
DEN 1048-3956是一颗离地球大约13光年的褐矮星，位于唧筒座南部，处于更近的星际天体之间。该天体视星等只有大约17，不能被肉眼看见。
2005年，通过射电天文学方法观测到该天体发出强烈的耀斑。